# فرودگاه شهری مانیتووانینگ/مانیتوولین ایست
فرودگاه شهری مانیتووانینگ/مانیتوولین ایست (به انگلیسی: Manitowaning/Manitoulin East Municipal Airport) یک فرودگاه همگانی با کد یاتا YEM است که یک باند فرود آسفالت دارد و طول باند آن ۱٬۰۶۶ متر است. این فرودگاه در کشور کانادا قرار دارد و در ارتفاع ۲۶۵ متری از سطح دریا واقع شده‌است.